# Kecel
Kecel é uma cidade da Hungria, situada no condado de Bács-Kiskun. Tem 114,48 km² de área e sua população em 2019 foi estimada em 8.406 habitantes.